# علي بن ناجي
علي بن ناجي (من مواليد 26 سبتمبر 1961) هو لاعب كرة قدم تونسي سابق لعب لصالح المنتخب التونسي كمدافع. شارك في بطولة الرجال [الإنجليزية] في دورة الألعاب الأولمبية الصيفية لعام 1988.

## روابط خارجية
- علي بن ناجي على موقع قاعدة بيانات كرة القدم.إي يو (الإنجليزية)
- علي بن ناجي على موقع ناشيونال فوتبول تيمز (الإنجليزية)
- علي بن ناجي على موقع عالم كرة القدم.نت (الإنجليزية)
- علي بن ناجي على موقع أوليمبيديا (الإنجليزية)